# Convocazioni al campionato europeo maschile under 18 di pallavolo 2022
Elenco dei giocatori convocati per la fase finale del campionato europeo under 18 2022.

## Belgio
| N° | Nome                   | Ruolo | Data di nascita  | Squadra         |
| -- | ---------------------- | ----- | ---------------- | --------------- |
| -  | Mieke Moyaert          | All   | 21 aprile 1982   | -               |
| 3  | Matis Verwimp          | L     | 29 aprile 2006   | Vilvoorde       |
| 5  | Berre Van Looveren     | S     | 13 gennaio 2005  | Vilvoorde       |
| 6  | Jasper Maerten         | S     | 27 febbraio 2005 | Roeselare       |
| 7  | Eliot De Vleeschhauwer | O     | 24 luglio 2005   | Vilvoorde       |
| 8  | Wannes Van Alboom      | S     | 8 novembre 2005  | Vilvoorde       |
| 9  | Daan Spiessens         | C     | 18 agosto 2005   | Vilvoorde       |
| 10 | Robbe Ponseele         | P     | 25 gennaio 2005  | Vilvoorde       |
| 12 | Mauro Lips             | C     | 10 gennaio 2006  | Vilvoorde       |
| 13 | Kobe Verwimp           | S     | 13 gennaio 2005  | Vilvoorde       |
| 15 | Ferre Roelens          | C     | 7 marzo 2005     | Rembert Torhout |
| 16 | Niels Vleeschouwers    | P     | 12 gennaio 2005  | Maaseik         |
| 18 | Martin Lechien         | L     | 16 giugno 2005   | Axis Guibertin  |
| 20 | Joppe Wolters          | C     | 8 giugno 2005    | -               |
| 21 | Tijmen Bus             | S     | 16 dicembre 2006 | Maaseik         |

## Bulgaria
| N° | Nome               | Ruolo | Data di nascita  | Squadra             |
| -- | ------------------ | ----- | ---------------- | ------------------- |
| -  | Viktor Karagyozov  | All   | 31 marzo 1969    | -                   |
| 1  | Simeon Nikolov     | P     | 24 novembre 2006 | Levski Sofia        |
| 2  | Rangel Vitekov     | P     | 25 aprile 2005   | Hebăr               |
| 3  | Georgi Băčvarov    | O     | 10 marzo 2005    | Marek Junion-Ivkoni |
| 4  | Vladimir Hadžiev   | C     | 2 marzo 2005     | Levski Sofia        |
| 5  | Konstantin Čipev   | L     | 6 febbraio 2006  | Levski Sofia        |
| 6  | Kostadin Kozelov   | C     | 4 luglio 2005    | Levski Sofia        |
| 8  | Stilian Delibosov  | C     | 19 febbraio 2005 | Pirin               |
| 9  | Kristian Titriyski | O     | 6 maggio 2005    | Levski Sofia        |
| 10 | Aleksandăr Nikolov | C     | 11 luglio 2005   | Marek Junion-Ivkoni |
| 12 | Tomislav Rusev     | C     | 11 agosto 2005   | Ljulin              |
| 13 | Aleksandăr Kăndev  | S     | 17 febbraio 2005 | Levski Sofia        |
| 16 | Ljubomir Atanasov  | L     | 21 gennaio 2005  | Akademik Sofia      |
| 17 | Kristian Andreev   | S     | 23 aprile 2006   | CSKA Sofia          |
| 20 | Viktor Tomov       | S     | 20 aprile 2005   | Akademik Sofia      |

## Finlandia
| N° | Nome              | Ruolo | Data di nascita   | Squadra               |
| -- | ----------------- | ----- | ----------------- | --------------------- |
| -  | Oskar Muurinen    | All   | 8 febbraio 1991   | -                     |
| 1  | Boris Fiykov      | C     | 21 novembre 2005  | Rantaperkiön Isku     |
| 2  | Matti Köykkä      | C     | 1º luglio 2006    | Rantaperkiön Isku     |
| 3  | Aaro Paananen     | O     | 19 settembre 2005 | Puijo                 |
| 5  | Otto Oivanen      | P     | 20 agosto 2005    | Puijo                 |
| 6  | Ville Kuukasjärvi | P     | 2 maggio 2006     | Oulun Kisko           |
| 7  | Mikko Määttä      | L     | 20 luglio 2006    | Napapiirin Palloketut |
| 8  | Alex Horn         | O     | 19 aprile 2005    | Jankko                |
| 9  | William Groffier  | S     | 4 gennaio 2005    | Kuortaneen            |
| 10 | Aleksi Hänninen   | S     | 26 aprile 2006    | ETTA                  |
| 11 | Samuel Salminen   | S     | 19 settembre 2005 | Raision Loimu         |
| 12 | Nooa Marttila     | S     | 3 luglio 2005     | Kuortaneen            |
| 14 | Lauri Bär         | S     | 24 luglio 2005    | Rantaperkiön Isku     |

## Francia
| N° | Nome              | Ruolo | Data di nascita   | Squadra           |
| -- | ----------------- | ----- | ----------------- | ----------------- |
| -  | Slimane Belmadi   | All   | -                 | -                 |
| 2  | Noa Duflos-Rossi  | S     | 10 settembre 2007 | Arago de Sète     |
| 3  | Robin Lauriac     | P     | 11 gennaio 2005   | Grand Nancy       |
| 4  | Mathis Henno      | S     | 25 febbraio 2005  | Paris UC          |
| 5  | Valentin Brancier | S     | 31 maggio 2005    | Strasbourg        |
| 6  | Bastien Scherer   | L     | 20 gennaio 2005   | Pont-à-Mousson    |
| 7  | Adrien Roure      | S     | 6 marzo 2006      | ASUL Lyon         |
| 8  | Thomas Pujol      | O     | 11 febbraio 2005  | ASBAM Montpellier |
| 9  | Enzo Lopez        | L     | 25 agosto 2006    | Arago de Sète     |
| 11 | Tom Leroyer       | P     | 24 agosto 2005    | Strasbourg UC     |
| 12 | Jules Duthoit     | C     | 4 ottobre 2005    | Antony            |
| 13 | Joris Seddik      | C     | 4 gennaio 2006    | Montpellier       |
| 14 | Yann Laurencé     | C     | 5 gennaio 2006    | Strasbourg UC     |
| 19 | Samuel Cohen      | S     | 11 novembre 2005  | Cannes            |
| 24 | Arthur Loubeyre   | L     | 18 gennaio 2006   | Cannes            |

## Georgia
| N° | Nome                 | Ruolo | Data di nascita  | Squadra |
| -- | -------------------- | ----- | ---------------- | ------- |
| -  | Piotr Graban         | All   | 13 ottobre 1986  | -       |
| 1  | Artur Melkonyan      | P     | 28 luglio 2005   | -       |
| 2  | Otari Meladze        | C     | 21 febbraio 2006 | -       |
| 3  | Khasi Khalilovi      | C     | 21 marzo 2006    | -       |
| 4  | Nikolozi Badrishvili | O     | 7 agosto 2006    | -       |
| 5  | Giorgi Natsvlishvili | S     | 19 maggio 2005   | -       |
| 6  | Giorgi Kurashvili    | S     | 7 gennaio 2005   | -       |
| 7  | Beka Lobzhanidze     | S     | 23 luglio 2005   | -       |
| 10 | Saba Khurtsilava     | S     | 17 gennaio 2005  | -       |
| 11 | Sandro Natsvlishvili | P     | 19 maggio 2005   | -       |
| 12 | Zviad Bulauri        | C     | 3 luglio 2006    | -       |
| 13 | Tornike Kamkamidze   | S     | 10 marzo 2006    | -       |
| 14 | Gari Kuraziani       | C     | 11 maggio 2006   | -       |
| 16 | Giorgi Mikadze       | O     | 19 gennaio 2005  | -       |
| 17 | Roin Dzneladze       | L     | 31 marzo 2006    | -       |

## Germania
| N° | Nome              | Ruolo | Data di nascita | Squadra           |
| -- | ----------------- | ----- | --------------- | ----------------- |
| -  | Dominic Von Känel | All   | 21 marzo 1994   | -                 |
| 1  | Tim Türpe         | L     | 28 luglio 2005  | Olympia Berlino   |
| 4  | Giulio Wahrlich   | O     | 2 gennaio 2005  | Rottenburg        |
| 7  | Tom Borchert      | S     | 23 luglio 2005  | Humann            |
| 10 | Mika Steffens     | C     | 17 gennaio 2006 | Berliner          |
| 11 | Arthur Wehner     | P     | 25 maggio 2005  | Olympia Berlino   |
| 12 | Fritz Vähning     | S     | 13 gennaio 2005 | Olympia München   |
| 13 | Felix Baumann     | S     | 7 marzo 2005    | Ludwigsburg       |
| 15 | Neo Laumann       | P     | 15 agosto 2005  | Juniors Frankfurt |
| 16 | Daniel Günther    | C     | 24 ottobre 2005 | Olympia München   |
| 18 | Maximilian König  | C     | 15 gennaio 2005 | Juniors Frankfurt |
| 19 | Ian Schein        | S     | 6 marzo 2005    | Olympia München   |
| 20 | Tristan Fröbel    | O     | 11 ottobre 2005 | Olympia Berlino   |

## Grecia
| N° | Nome                              | Ruolo | Data di nascita  | Squadra                  |
| -- | --------------------------------- | ----- | ---------------- | ------------------------ |
| -  | Panagiōtīs Lakasas                | All   | 18 luglio 1964   | -                        |
| 1  | Dīmītrios Sousouridīs             | P     | 4 aprile 2005    | Ethnikos Alexandroupolīs |
| 4  | Geōrgios Tsadīmas                 | L     | 20 ottobre 2006  | Fthia                    |
| 5  | Stefanos Adamos                   | C     | 8 aprile 2005    | Moudania                 |
| 6  | Petros Pīlitsīs                   | L     | 8 giugno 2005    | Larissa                  |
| 7  | Gerasimos Tzaras                  | O     | 8 aprile 2005    | Prevezas                 |
| 9  | Aggelos Chalilīs                  | C     | 28 gennaio 2005  | AEK Atene                |
| 10 | Spyridōn Gerodīmos                | P     | 7 giugno 2005    | Giannena                 |
| 11 | Andreas Kontostathīs              | S     | 22 febbraio 2006 | Ethnikos Alexandroupolīs |
| 13 | Stefanos Xerovasilas              | S     | 25 luglio 2005   | Kalamata                 |
| 14 | Alexandros Nanopoulos             | S     | 9 settembre 2005 | Iōnikos Nikaias          |
| 15 | Euaggelos Rousos                  | S     | 27 agosto 2005   | Prevezas                 |
| 16 | Geōrgios Kamarinopoulos-Floutoure | C     | 4 giugno 2005    | AEK Atene                |
| 18 | Aggelos-Thodōrīs Stathelos        | C     | 26 luglio 2005   | Evros Soufliou           |
| 19 | Stauros Mouchlias                 | O     | 5 gennaio 2008   | Evros Soufliou           |

## Italia
| N° | Nome               | Ruolo | Data di nascita   | Squadra         |
| -- | ------------------ | ----- | ----------------- | --------------- |
| -  | Michele Zanin      | All   | 5 agosto 1962     | -               |
| 2  | Federico Miraglia  | C     | 21 febbraio 2005  | Leverano        |
| 3  | Alessandro Bristot | S     | 8 aprile 2005     | Trentino        |
| 4  | Flavio Morazzini   | L     | 10 maggio 2005    | Fenice Roma     |
| 5  | Lorenzo Magliano   | S     | 12 aprile 2005    | Milano          |
| 6  | Giacomo Selleri    | P     | 30 settembre 2005 | Diavoli Rosa    |
| 7  | Diego Frascio      | O     | 22 luglio 2006    | Dinamo Bellaria |
| 8  | Daniele Carpita    | S     | 19 aprile 2005    | Diavoli Rosa    |
| 10 | Marco Fedrici      | S     | 18 agosto 2006    | Trentino        |
| 12 | Mattia Filippelli  | C     | 29 settembre 2005 | Treviso         |
| 13 | Tommaso Barotto    | O     | 24 agosto 2005    | Diavoli Rosa    |
| 14 | Pietro Bonisoli    | L     | 11 febbraio 2005  | Diavoli Rosa    |
| 15 | Luca Pozzebon      | P     | 30 marzo 2005     | Treviso         |
| 18 | Pardo Mati         | S     | 7 agosto 2006     | Invicta         |
| 27 | Luca Loreti        | L     | 24 dicembre 2005  | Fenice Roma     |

## Polonia
| N° | Nome                   | Ruolo | Data di nascita   | Squadra            |
| -- | ---------------------- | ----- | ----------------- | ------------------ |
| -  | Maciej Bartodziejski   | All   | 15 ottobre 1973   | -                  |
| 1  | Stanisław Chaciński    | S     | 14 febbraio 2005  | Wola Warszawa      |
| 3  | Mateusz Szpernalowski  | P     | 11 febbraio 2005  | SMS Spała          |
| 5  | Maksymilian Granieczny | L     | 7 luglio 2005     | Jastrzębski Węgiel |
| 6  | Jakub Serewis          | S     | 28 aprile 2005    | SMS Spała          |
| 10 | Szymon Patecki         | O     | 4 aprile 2005     | SMS Spała          |
| 12 | Bartłomiej Potrykus    | S     | 5 gennaio 2005    | Trefl Gdańsk       |
| 13 | Jakub Kubacki          | L     | 20 settembre 2005 | Lechia             |
| 14 | Wiktor Gołębiowski     | C     | 24 aprile 2005    | SMS Spała          |
| 15 | Artur Becker           | P     | 30 dicembre 2005  | SMS Spała          |
| 16 | Mateusz Jańczyk        | S     | 28 aprile 2005    | SMS Spała          |
| 17 | Kamil Urbańczyk        | C     | 8 febbraio 2005   | SMS Spała          |
| 19 | Artur Brzostowicz      | S     | 31 maggio 2005    | AZS Częstochowa    |
| 20 | Jakub Nowak            | C     | 11 giugno 2005    | Lechia             |
| 22 | Igor Rybak             | O     | 9 marzo 2005      | Visła Bydgoszcz    |

## Rep. Ceca
| N° | Nome            | Ruolo | Data di nascita  | Squadra          |
| -- | --------------- | ----- | ---------------- | ---------------- |
| -  | Jiří Zach       | All   | -                | -                |
| 1  | Aleš Tláskal    | L     | 20 febbraio 2006 | Lvi Praha        |
| 2  | Štěpán Míček    | L     | 20 novembre 2005 | Blue Ostrava     |
| 3  | Martin Hilšer   | P     | 14 novembre 2005 | Kojetín          |
| 4  | Adam Vítámvás   | P     | 8 luglio 2005    | Brno             |
| 5  | Matyáš Chromec  | P     | 21 febbraio 2005 | Olomouc          |
| 6  | Michal Hager    | S     | 11 febbraio 2005 | Olomouc          |
| 9  | Lukas Tóth      | C     | 8 giugno 2005    | České Budějovice |
| 10 | Vojtěch Pitner  | S     | 19 gennaio 2005  | České Budějovice |
| 14 | Matej Pastrňák  | S     | 25 novembre 2005 | Lvi Praha        |
| 15 | Tomáš Brichta   | O     | 10 gennaio 2006  | České Budějovice |
| 16 | Ivo Dubš        | O     | 2 dicembre 2005  | Brno             |
| 17 | David Obdržálek | S     | 17 aprile 2005   | Zlín             |
| 18 | Jan Černý       | C     | 26 marzo 2005    | Lvi Praha        |
| 19 | Matyas Bednařík | C     | 4 maggio 2005    | Zlín             |

## Serbia
| N° | Nome              | Ruolo | Data di nascita | Squadra             |
| -- | ----------------- | ----- | --------------- | ------------------- |
| -  | Boško Mačužić     | All   | 2 agosto 1971   | -                   |
| 1  | Matija Milanović  | P     | 13 agosto 2005  | Vojvodina           |
| 2  | Danilo Veselić    | P     | 25 aprile 2006  | Železničar Belgrado |
| 3  | Jovan Krnjajić    | C     | 24 giugno 2005  | Vojvodina           |
| 6  | Ignjat Dopuđ      | S     | 7 gennaio 2005  | Partizan            |
| 8  | Luka Stepanović   | O     | 22 giugno 2005  | Stella Rossa        |
| 10 | Nikola Brborić    | S     | 22 luglio 2006  | Vojvodina           |
| 11 | Aleksa Starović   | S     | 1 febbraio 2005 | Akademija Stars     |
| 13 | Petar Aleksić     | C     | 21 ottobre 2005 | Mladi Radnik        |
| 15 | Vuk Nedić         | L     | 13 marzo 2005   | Vojvodina           |
| 16 | Luka Stanković    | O     | 17 gennaio 2005 | Vojvodina           |
| 20 | Petar Puaca       | C     | 28 aprile 2005  | Partizan            |
| 21 | Andrej Aleksić    | C     | 26 agosto 2007  | Mladi Radnik        |
| 22 | Nikola Stanojević | O     | 13 luglio 2006  | Mladi Radnik        |
| 23 | Vladimir Caković  | L     | 16 luglio 2006  | Stella Rossa        |

## Slovenia
| N° | Nome                 | Ruolo | Data di nascita  | Squadra       |
| -- | -------------------- | ----- | ---------------- | ------------- |
| -  | Iztok Kšela          | All   | -                | -             |
| 2  | Gregor Frece         | O     | 7 novembre 2005  | Kamnik        |
| 5  | Miha Kosanc          | S     | 7 aprile 2005    | Črnuče        |
| 6  | Matevž Karadža Pevc  | L     | 17 agosto 2005   | Črnuče        |
| 7  | Jakob Podbregar Špes | S     | 16 dicembre 2005 | Šempeter      |
| 9  | Vid Suhadolnik       | C     | 21 aprile 2005   | Radenci       |
| 10 | Nik Legen            | C     | 15 dicembre 2005 | Radenci       |
| 11 | Urban Rajnar         | C     | 16 febbraio 2006 | Pomurje Deset |
| 12 | Jurij Oman           | O     | 8 settembre 2005 | Črnuče        |
| 13 | Luka Marovt          | S     | 13 gennaio 2005  | Šempeter      |
| 14 | Nejc Najdič          | P     | 5 maggio 2006    | Maribor       |
| 15 | Miha Okorn           | S     | 11 giugno 2005   | Kamnik        |
| 16 | Jošt Purgar          | P     | 27 febbraio 2006 | Brezovica     |
| 17 | Rok Drobnič          | L     | 29 marzo 2006    | Kočevje       |
| 20 | Jošt Kržič           | C     | 12 ottobre 2005  | Brezovica     |